# 1462 w polityce
Wydarzenia polityczne w 1462 roku.

## Wydarzenia
- 28 czerwca - wojna Dwóch Róż: traktat Tours podpisany przez Henryka VI i króla Francji Ludwika XI zobowiązuje Francję do popierania Lancasterów[1].
- 25 października - wojna Dwóch Róż: Henryk VI i Małgorzata na czele posiłków francuskich lądują w Northumberlandzie wznawiając wojnę Lancasterów przeciwko Yorkom[2].
- Iwan III Srogi zostaje władcą Moskwy.